# Mohammed Nahiri
Mohammed Nahiri (arab. محمد النهيري, ur. 22 października 1991 w El Jadidzie) – marokański piłkarz, grający na pozycji obrońcy. W sezonie 2021/2022 zawodnik Rai Casablanca. Reprezentant kraju.

## Kariera klubowa

### Difaâ El Jadida (2011–2013)
Mohammed Nahiri zaczynał karierę w Difaâ El Jadida. Debiut w tym zespole zaliczył 21 listopada 2011 roku w meczu przeciwko Wydadowi Casablanca, wygranym 0:1, grając minutę. Łącznie w El Jadidzie zagrał 12 spotkań.

### FUS Rabat (2013–2017)
1 lipca 2013 roku trafił do FUSu Rabat. W tym zespole zadebiutował 23 sierpnia w meczu przeciwko FARowi Rabat, grając cały mecz. Pierwszego gola strzelił 27 grudnia w meczu przeciwko Chababowi Rif Al Hoceima. Do siatki trafił w 83. minucie. Pierwszą asystę zaliczył 29 listopada 2014 roku w meczu przeciwko Moghrebowi Tetuan, zremisowanym 2:2. Asystował przy golu w 31. minucie. Łącznie w stolicy Maroka zagrał w 75 meczach, strzelił 9 goli i zanotował 2 asysty. W FUSie zdobył puchar w sezonie 2014/2015 i mistrzostwo w sezonie następnym.

### Wydad Casablanca (2017–2020)
12 sierpnia 2017 roku trafił do Wydadu Casablanca. W zespole z największego miasta kraju zadebiutował 10 listopada w meczu przeciwko Rapide Oued Zem, zremisowanym 1:1, grając 83 minuty. Pierwszego gola strzelił 14 lutego 2018 roku w meczu przeciwko FUSowi Rabat, wygranym 2:4. Nahiri do siatki trafił w 1. i 82. minucie. Pierwszą asystę zaliczył 8 kwietnia w meczu przeciwko Olympique Khouribga, wygranym 5:2. Mohammed Nahiri, nie dość, że asystował przy dwóch golach – w 41. i 48. minucie, to jeszcze sam wpisał się na listę strzelców w 11. minucie. Z Wydadem zdobył Superpuchar Afryki oraz mistrzostwo kraju. Łącznie w Wydadzie zagrał 52 mecze, strzelił 17 goli i zaliczył 8 asyst

### Al-Ain FC (2020–2021)
15 września 2020 roku trafił za darmo do Al-Ain FC. Zadebiutował tam 17 października w meczu przeciwko Al-Hilalowi Riad, przegranym 1:0, grając cały mecz. Łącznie w Arabii Saudyjskiej zagrał 15 meczów. 20 stycznia 2021 roku został bez klubu.

### Raja Casablanca (2021–)
12 sierpnia 2021 roku trafił do Rai Casablanca. W zespole tym zadebiutował 24 września w meczu przeciwko Jeunesse Sportive de Soualem, wygranym 3:0, grając 74 minuty. Pierwszą asystę zaliczył 3 października w meczu przeciwko Renaissance Berkane, przegranym 1:2. Asystował przy golu w 78. minucie. Łącznie do 3 stycznia 2022 w Rai zagrał 9 meczów, raz asystując.

## Kariera reprezentacyjna
Mohammed Nahiri w ojczystej reprezentacji zadebiutował 5 marca 2014 w meczu przeciwko Gabonowi, zremisowanym 1:1, grając 63 minuty. Pierwszego gola strzelił 19 października 2019 w meczu przeciwko Algierii, wygranym 3:0. Do siatki trafił w 41. minucie. Łącznie do 3 stycznia 2021 roku zagrał w 17 meczach, strzelając 3 gole.